# Gheorghe Vergil Șerbu
Gheorghe Vergil Șerbu (* 29. März 1949 in Galați, Rumänien) ist ein rumänischer Politiker und ehemaliges Mitglied des Europäischen Parlaments für die Partidul Național Liberal. Im Zuge der Aufnahme Rumäniens in die Europäische Union gehörte er vom 1. Januar bis zu, 9. Dezember 2007 dem Europäischen Parlament an und war dort Mitglied in der Fraktion der Allianz der Liberalen und Demokraten für Europa.

## Mitglied des Europäischen Parlaments
Als Mitglied des Europäischen Parlaments war Șerbu:
- Mitglied im Ausschuss für Kultur und Bildung
- Stellvertreter im Ausschuss für regionale Entwicklung